# Le gemelle Kessler a Studio Uno
Le gemelle Kessler a Studio Uno è un album delle Gemelle Kessler pubblicato nel 1966.

## Descrizione
Le ultime due edizioni di Studio Uno, storico varietà del sabato sera del Programma Nazionale, videro protagoniste le Kessler al fianco di grandi nomi dello spettacolo italiano quali Lelio Luttazzi, Sandra Milo, Luciano Salce, Ornella Vanoni, Rita Pavone, Mina, Romolo Valli, Franca Valeri, Caterina Caselli e Paolo Panelli.
A conclusione della trasmissione, viene pubblicato nel settembre del 1966 il primo album in italiano delle gemelle, che racchiudeva molti dei brani già apparsi su 45 giri fino a quel momento, tra cui anche La notte è piccola, sigla dell'edizione 1965 della trasmissione e Su e giù, sigla dell'edizione 1966 con il relativo lato b del 45 giri, Se non sono giovani.
Nell'album sono infatti inclusi i brani dei singoli Il giro/Sei baciabile, L'estate è corta/È fiorito il limone, Lasciati baciare col leitkiss/Ay, Ay, Ay, più tre brani inediti: Monkiss, Cuore geloso e Lettera bruciata.
Il disco è stato pubblicato in un'unica edizione in LP, su etichetta CBS con numero di catalogo 62787, non è mai stato pubblicato in CD, come download digitale e sulle piattaforme streaming.

## Tracce
1. Lasciati baciare col Letkiss
2. E' fiorito il limone
3. L'estate corta
4. Monkiss
5. Cuore geloso
6. La notte è piccola
7. Su-Su-Giu-Giu
8. Se non sono giovani
9. Sei baciabile
10. Lettera bruciata
11. Ay, Ay, Ay
12. Il giro